# ミッシング・リンク 英国紳士と秘密の相棒
『ミッシング・リンク 英国紳士と秘密の相棒』（ミッシングリンク えいこくしんしとひみつのあいぼう、Missing Link）は、2019年のアメリカ合衆国のストップモーション・アニメーションを用いたアクション・冒険アニメーション映画。監督はクリス・バトラー、声の出演はザック・ガリフィアナキスとヒュー・ジャックマンとゾーイ・サルダナなど。
後述するように、本作は批評家から絶賛されたが、興行面で振るわず、1億ドル以上の赤字を出してしまった。

## ストーリー
1886年、ヴィクトリア朝時代のロンドン。神話上の生き物の研究者であるライオネル・フロスト卿は、さまざまな生き物を探し続けていた。フロストのモチベーションは知的好奇心だけではなく、貴族仲間に自分の実力を認めさせたいという思いもあった。特に、ライバル視しているピゴット=ダンスビー卿の鼻を明かしてやりたいという思いが強かった。そんなある日、ビッグフット（サスクワッチ）が目撃されたという情報が飛び込んできたため、フロストは勇んで現地に赴くことにした。出発前、フロストはピゴット=ダンスビー卿から「ビッグフットの存在を発見できたなら、お前の実力を認めてやる」という約束を取り付けた。
アメリカ大陸の北西岸に到着したフロストはついにビッグフットと遭遇した。ところが、ここで想定外の事実が判明した。そのビッグフット（リンク）は人間の言語を理解することができ、しかもフロストに情報を提供した張本人だったのである。リンクはヒマラヤに住む親類（イエティ）を探すべく、フロストの力を借りたかったのだという。フロストはリンクの願いを聞き入れることにした。その頃、ピゴット=ダンスビー卿はバウンティハンター（ウィラード・ステンク）を雇い、フロストを殺害するよう命じていた。ピゴット=ダンスビー卿はフロストが貴族の名誉を汚していると思っており、彼を排除する機会を窺っていたのである。
フロストはかつての交際相手のアデリーナ・フォートライトがヒマラヤへの地図を持っていることを思い出し、彼女の邸宅を訪れたが、アデリーナは話をはぐらかすばかりであった。そこで、フロストとリンクは夜中に邸宅に侵入し、地図を盗み出すことにした。ドジを連発したものの、2人はやっとの思いで地図を入手することができた。その途上、2人はアデリーナに見つかってしまったが、「アデリーナを旅に同伴させる」という条件で地図の持ち出しを許可してもらうことができた。そこにステンクが襲来したが、3人はステンクに列車に乗ったと誤認させ、難を逃れることができた。
3人は度重なるステンクの襲撃に悩まされながらも、目的地である伝説のシャングリラに向かって着実に前進していった。道中、フロストとリンクはどんどん親密になっていった。リンクはフロストに付けて貰った名前が気に入らないわけではなかったが、敢えて自分で新しい名前を付けることにした。色々考えた末、リンクはスーザンと名乗ることにした。やがて、3人はヒマラヤにあるイエティたちの集落に辿り着いたが、よそ者を嫌う彼らによって投獄されてしまった。
3人はスーザンの奮闘のお陰で何とか脱獄することに成功したが、氷の橋の上でピゴット=ダンスビー卿とステンクが待ち構えていた。

## 声の出演
| 役名                       | 原語版声優               | 日本語吹替             | 日本語吹替 |
| 役名                       | 原語版声優               | NHK版                  |            |
| -------------------------- | ------------------------ | ---------------------- | ---------- |
| Mr.リンク / スーザン       | ザック・ガリフィアナキス | 川島得愛               |            |
| ライオネル・フロスト卿     | ヒュー・ジャックマン     | 山路和弘               |            |
| アデリーナ・フォートライト | ゾーイ・サルダナ         | 佐古真弓               |            |
| ピゴット=ダンスビー卿      | スティーヴン・フライ     | 星野充昭               |            |
| イエティの長老（ドーラ）   | エマ・トンプソン         | 高島雅羅               |            |
| ウィラード・ステンク       | ティモシー・オリファント | 堀総士郎               |            |
| アマ・ラーム               | アムリタ・アチャリア     | 神本綾華               |            |
| Mr.コリック                | マット・ルーカス         | 白石兼斗               |            |
| ガムー                     | チン・ヴァルデス=アラン  | 田中奏多               |            |
| Mr.レミュエル・リント      | デヴィッド・ウォリアムス | 佐々木祐介             |            |
| ドアマン                   | ハンフリー・カー         | 片山公輔               |            |
| ビルジ卿                   | アダム・ゴドリー         |                        |            |
| Mr.ロイロット              | ニール・ディクソン       |                        |            |
| スクリヴナー卿             | イアン・ラスキン         |                        |            |
| ランズボトム卿             | マシュー・ウルフ         |                        |            |
| アルフィー                 | ダレン・リチャードソン   |                        |            |
| エントウィッスル卿         | アラン・シェアーマン     |                        |            |
| マクヴィティ               | ジャック・ブレシング     |                        |            |
| リカルド                   | リチャード・ミロ         |                        |            |
|                            |                          |                        |            |
| 演出                       | 演出                     | 麦島哲也               |            |
| 翻訳                       | 翻訳                     | 大友知穂               |            |
| 制作                       | 制作                     | HALF H・P STUDIO       |            |
| 初回放送                   | 初回放送                 | 2025年2月2日 NHK Eテレ |            |

## 製作
2018年4月25日、ライカ製作の新作アニメーション映画の声優にヒュー・ジャックマン、ゾーイ・サルダナ、ザック・ガリフィアナキスが起用されたと報じられた。5月7日、スティーヴン・フライとエマ・トンプソンがキャスト入りした。

## 公開・マーケティング
当初、本作は2019年4月19日に全米公開される予定だったが、後に公開日は同年4月12日に変更された。
2018年11月8日、本作のオフィシャル・トレイラーが公開された。

## 興行収入
本作は『ヘルボーイ』、『Little』、『アフター』と同じ週に封切られ、公開初週末に1000万ドル前後を稼ぎ出すと予想されていたが、実際の数字はそれを大きく下回るものとなった。2019年4月12日、本作は全米3413館で公開され、公開初週末に594万ドルを稼ぎ出し、週末興行収入ランキング初登場9位となった。この数字はライカ製作作品としては最低のものであり、3000館以上の規模で拡大公開された作品としても異例の低さとなった。本作の興行的失敗により、配給元のユナイテッド・アーティスツ・リリーシングは1億130万ドルの赤字を計上すると見込まれている。

## 評価
本作は興行的に失敗したものの、批評家からは絶賛されている。映画批評集積サイトのRotten Tomatoesには171件のレビューがあり、批評家支持率は88%、平均点は10点満点で7.13点となっている。サイト側による批評家の見解の要約は「ライカ製作作品のラインナップにまたひとつ見事なアニメ映画が加わった。『ミッシング・リンク 英国紳士と秘密の相棒』は数々のユーモアと感動によって織りなされる極上のアニメ映画であり、思索の糧となるものすら少量含まれている」となっている。また、Metacriticには30件のレビューがあり、加重平均値は68/100となっている。なお、本作のCinemaScoreはB+となっている。
本作は第77回ゴールデングローブ賞でアニメ映画賞を受賞した。